# Wiktor Mykyta
Wiktor Fedorowycz Mykyta (ukr. Віктор Федорович Микита; ur. 4 lutego 1979 w Ilnyci) – ukraiński polityk i funkcjonariusz Służby Bezpieczeństwa Ukrainy, od 2021 roku przewodniczący Zakarpackiej Obwodowej Administracji Państwowej, a od 2023 roku szef Izby Regionów w Kongresie Władz Lokalnych i Regionalnych przy Prezydencie Ukrainy.        

## Życiorys
W 1998 roku ukończył Zakarpackie Technikum Leśne na kierunku technologia, ekonomika i planowanie obróbki drewna. W latach 1999–2002 pracował jako prawnik w prywatnych firmach. W 2002 roku ukończył Narodową Akademię Spraw Wewnętrznych Ukrainy uzyskując tytuł prawnika. Służył w stopniu pułkownika.
Od 2003 roku pracował w organach ścigania. Był zastępcą szefa Służby Bezpieczeństwa Ukrainy w obwodzie zaporoskim, służył następnie w Doniecku. Od 2015 do 2018 roku był szefem jednostki specjalnej SBU obwodu zakarpackiego ds. walki z przestępczością zorganizowaną. Następnie do 2021 roku był szefem jednostki specjalnej SBU obwodu zaporoskiego. W 2021 roku został pierwszym zastępcą szefa SBU.

### Działalność polityczna
10 grudnia 2021 roku został mianowany szefem Zakarpackiej Obwodowej Administracji Państwowej. We wrześniu 2022 roku wybrano go przewodniczącym Sługi Ludu w obwodzie zakarpackim. 24 lutego 2022 roku został szefem obwodowej administracji wojskowej Zakarpacia. 3 marca 2023 roku został wybrany na przewodniczącego Izby Regionów Kongresu Władz Lokalnych i Regionalnych przy Prezydencie Ukrainy.

## Życie prywatne
Jest żonaty, para wychowuje czworo dzieci.